# 背任者
『背任者』は、HBOで放送されたファンタジー・ドラマ・シリーズである『ゲーム・オブ・スローンズ』の第6章『冬の狂風』の第3話である。デイヴィッド・ベニオフとD・B・ワイスによって脚本が書かれ、ダニエル・サックハイムが監督した。タイトルは、第4章第4話の『誓約を果たすもの』と対をなしており、一度死んだことでナイツウォッチの「死ぬまで務めを果たす」という誓約を破るジョン・スノウを指している。
復活したジョン・スノウは反逆者を処刑する。リコンがラムジーに引き渡される。ブランは、父が妹のリアナを救出した過去の幻視を見る。アリアは視力を取り戻す。サムはジリと船でオールドタウンに向かう。ティリオンは、〈ハーピーの息子たち〉の陰に他の奴隷都市の親方たちがいる事を知る。

## あらすじ

### 〈壁〉にて
甦ったジョンはダヴォス・シーワース(リアム・カニンガム)とメリサンドル(カリス・ファン・ハウテン)と話す。ジョンは、オリーに刺された事を覚えているとダヴォスに語る。メリサンドルは、スタニスが”約束の王子”だと信じていたが間違いであったと認める。ジョンは中庭に降り、トアマンド(クリストファー・ヒヴュ)やエディソン・トレット(ベン・クロフトン)らに迎えられる。
後にジョンは、アリザー・ソーン(オーウェン・ティール)、オセル・ヤーウィック(ブライアン・フォーチュン)、バウエン・マーシュ(マイケル・コンドロン)、オリー(ブレノック・オコーナー)を絞首刑にする。アリザーは死ぬ前に、ナイツウォッチのために正しい事をしたと言い、自分はこれから眠りに着く事が出来るが、ジョンは一生戦い続けるだろうと言う。ジョンは外套をエッドに与えて〈黒の城〉を任せると言い、自分のナイツウォッチとしての務めは終わったと言って去る。

### 〈狭い海〉にて
サム(ジョン・ブラッドリー)はジリ(ハンナ・マリー)とその子とともに船でオールドタウンに向かうが、船酔いに苦しむ。〈知識の城〉に女は入れないため、サムはジリと子に、自分がメイスターの訓練を受ける間、故郷の〈角の丘城〉(ホーンヒル)に住んで欲しいと願い、ジリは承知する。

### 〈壁〉の北にて
ブラン(アイザック・ヘンプステッド＝ライト)と〈三つ目の鴉〉(マックス・フォン・シドー)は幻視の中で過去に旅し、〈ロバートの反乱〉の間、若き父エダード(ロバート・アラマヨ)とハウランド・リードら北部人がドーンの〈喜びの塔〉に旅し、リアナを救いだそうとするところを見る。〈暁の剣〉と呼ばれる〈王の盾〉のアーサー・デイン(ルーク・ロバーツ)とジェロルド・ハイタワーが北部人を阻止しようとする。エダードは狂王エイリスとレイガーは共に死んだと言い、アーサーがなぜトライデント河の戦いにいなかったのか尋ねる。アーサーは塔に留まるよう命じられたからだと答え、戦いが始まる。アーサーは両刀をふるって多くの北部人を倒して優れた剣の腕を見せ、北部人はエダードだけが残る。ブランはなぜ父が勝てたのか訝る。倒れていたハウランドがアーサーの後ろに忍び寄って後ろから短刀を刺し、エダードがとどめを刺す。塔から女の悲鳴が聞こえ、ネッドとハウランドは塔に入る。ブランは〈三つ目の鴉〉の制止に背いて父の名を呼び、ネッドの耳に届いたように見える。ブランと〈三つ目の鴉〉はウィアウッドの木の洞窟に戻り、ブランは塔で何が起きたか知りたがる。〈三つ目の鴉〉は一つの場所に留まることは危険であると言い、いずれブランは洞窟を去ることになるが、その前にすべてを学ばなければならないと語る。

### ヴァエス・ドスラクにて
デナーリス(エミリア・クラーク)は、カール・モロ(ジョー・ナウファフー)の部下に連れられてヴァエス・ドスラクに着き、族長の寡妃の長老と会う。長老は自分もまたかつて偉大な族長と結婚し、一時は世界を支配すると思ったと言う。ヴァエス・ドスラクには族長が集まってどの都市を侵略すべきか、またデナーリスをどう処遇するか話し合うと言う。

### ミーリーンにて
ヴァリス(コンリース・ヒル)は〈ハーピーの息子たち〉に味方した女ヴァーラを尋問し、息子の事を持ち出して脅す。〈ハーピーの息子たち〉に脅えるヴァーラに対し、親子でペントスに脱出させると申し出て情報を得る。
ティリオン(ピーター・ディンクレイジ)がグレイ・ワーム(ジェイコブ・アンダーソン)とミッサンデイ(ナタリー・エマニュエル)と会話を試みるところに、ヴァリスが来る。ヴァリスは〈ハーピーの息子たち〉の陰にはユンカイ、アスタポア、そしてヴォランティスの奴隷を所有する親方たちがいると聞き出したと言う。グレイ・ワームはこれらの都市を攻めるべきだと言うが、ティリオンはミーリーンの防備が手薄になると言って諌める。

### ブレーヴォスにて
〈黒と白の館〉に戻ったアリア・スターク (メイジー・ウィリアムズ)は〈浮浪児〉(フェイ・マーセイ)と棒術の稽古をし、問われてかつての名前、家族の名前、そして殺すべき人間のリストを語る。リストにはサーセイ、グレガー、ウォルダー・フレイがあるが、ハウンドは外れている。〈浮浪児〉の棒を初めて防いだ時、ジャクェン・フ=ガー(トム・ヴラシア)は、名前を言えば視力を戻してやると言う。アリアは誰でもないと答えるが、ジャクェンは飲み物を与え、アリアに視力を返す。

### キングズランディングにて
クァイバーン(アントン・レッサー)はヴァリスから受け継いだ子供のスパイである”小鳥たち”に命令を与える。 ジェイミー(ニコライ・コスター＝ワルドー)とサーセイ (レナ・ヘディ)がマウンテン(ハフソー・ユリウス・ビョルンソン)を連れてやって来てあらゆるところにスパイを送れと命じる。後にサーセイとジェイミーは、〈王の手〉である叔父ケヴァン(イアン・ゲルダー)、メイス・タイレル(ロジャー・アシュトン＝グリフィス)、オレナ(ダイアナ・リグ)、パイセル(ジュリアン・グローヴァー)の小評議会に無理やり入り込む。二人はエラリア・サンドと〈砂蛇〉がドーンを手に入れ、ミアセラを殺したことを話し合おうとするが、ケヴァンらは拒否して部屋を出て行く。
トメン(ディーン＝チャールズ・チャップマン) は〈王の盾〉の騎士を連れてハイ・スパロウ(雀聖下)(ジョナサン・プライス)に会い、母サーセイに姉ミアセラの墓参りを許すよう要求する。だがハイ・スパロウは裁判が終わり、贖罪が済むまでは駄目だと拒否する。ハイ・スパロウは七神正教の神性の一つ〈慈母〉の話をトメンに語る。

### ウィンターフェルにて
グレイトジョンの息子のスモールジョン・アンバー(Dean S. Jagger)がラムジー(イワン・リオン)とハラルド・カースターク(Paul Rattray)に会う。ジョン・スノウが〈野人〉に〈壁〉を通過させ、南に攻めて来ると言う。ラムジーは忠誠を誓えば援助すると言うが、スモールジョンは忠誠を拒否し、ラムジーが父ルースを殺したことを知っていると言う。スモールジョンは贈り物があると言い、オシャ(ナタリア・テナ)とリコン・スターク(アート・パーキンソン)を引き渡し、落としたシャギードッグの頭を見せてリコンであることを証明する。

## 製作

### 脚本
原作者との話し合いにより、未刊の原作『冬の狂風』に基づいて脚本が書かれたが、アリアのストーリーラインは既刊の『竜との舞踏』に、サムウェル・ターリーが〈知識の城〉に向かうシーンは『乱鴉の饗宴』に、エダード・スタークが〈喜びの塔〉に行くシーンは『七王国の玉座』に基づいている。

### 撮影

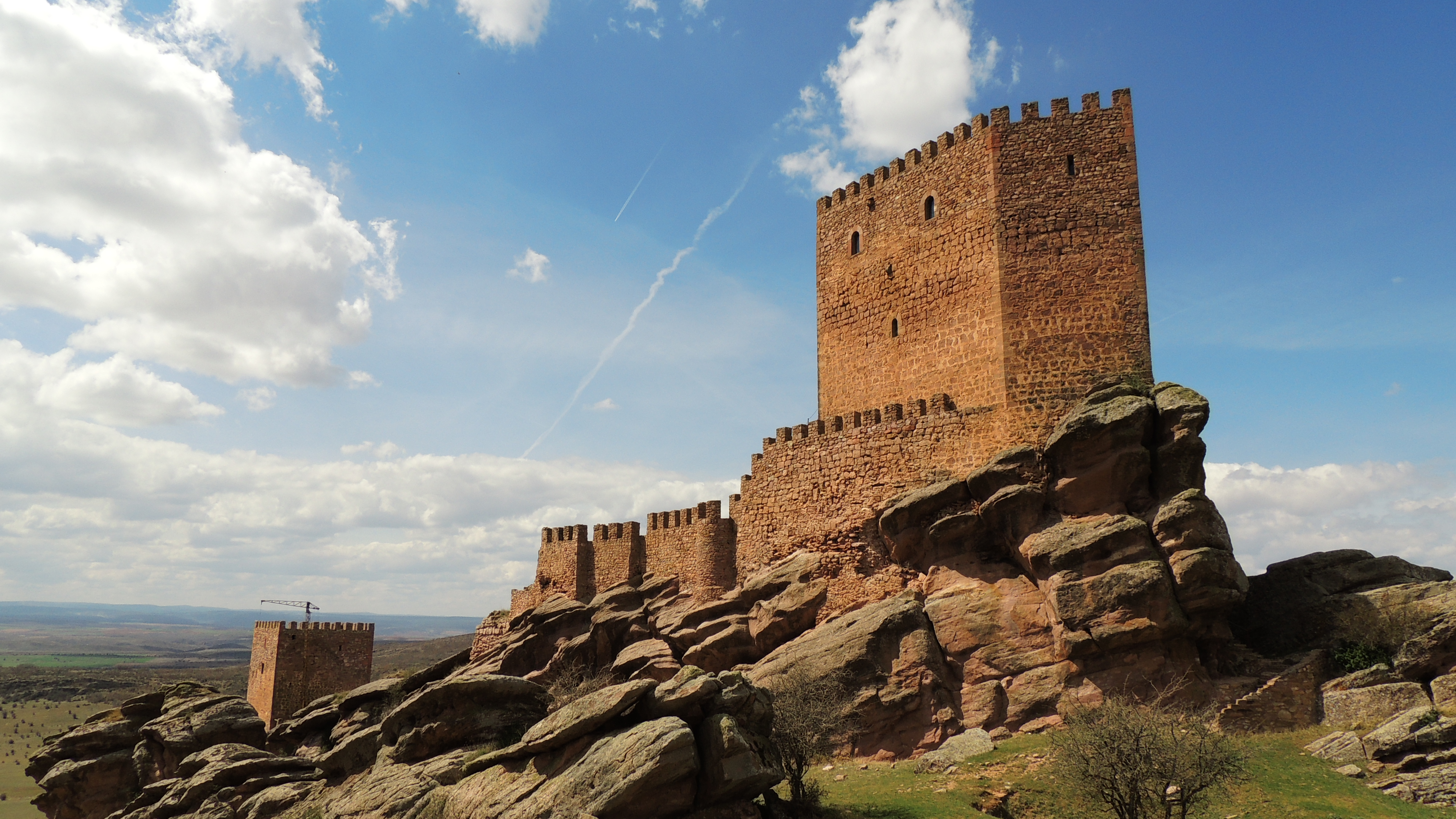
スペイングアダラハラ県のザフラ城

スペインのグアダラハラ県のザフラ城がドーンの〈喜びの塔〉の舞台として使われた。

## 評判

### 視聴者数
本エピソードは728万人に視聴された。

### 賞
第68回プライムタイム・エミー賞で、本エピソードは編集賞シングルカメラ・ドラマシリーズ部門にノミネートされた。

## 参照
1. ↑  Hibberd, James (2015年6月25日). “Game of Thrones directors revealed for mysterious season 6”. Entertainment Weekly. 2015年6月26日閲覧。
2. ↑  Porter, Rick (2016年5月10日). “Sunday cable ratings: ‘Game of Thrones’ (very) steady with episode 3”.   TV by the Numbers. 2016年5月10日閲覧。